# 11. srpnja
11. srpnja (11. 7.) 192. je dan godine po gregorijanskom kalendaru (193. u prijestupnoj godini).
Do kraja godine imaju još 173 dana.

## Događaji
- 1740. – Pogrom: Židovi su protjerani iz Male Rusije
- 1811. – Talijanski znanstvenik Amedeo Avogadro objavio je teoriju o molekularnom sastavu plinova (Avogadrov zakon)
- 1946. – Osnovan Međunarodni rukometni savez.
- 1972. – Započelo je svjetsko prvenstvo u šahu u kojem je Bobby Fischer porazio Borisa Spaskog. Dvoboj je kasnije proglašen »mečom stoljeća«.
- 1987. – UN je proglasio da se u Zagrebu rodio petmilijarditi stanovnik Zemlje, po imenu Matej Gašpar
- 1991. –  U policijskoj akciji koja je trajala 10 sati, osječka policija uhitila grupu srpskih terorista.[1]
- 1995. – Nakon osvajanja grada, Vojska Republike Srpske je započela genocid u Srebrenici: u nekoliko je dana pobila preko 8.000 Bošnjaka
- 1998. – Hrvatska nogometna reprezentacija osvojila treće mjesto na Svjetskom nogometnom prvenstvu u Francuskoj pobijedivši Nizozemsku rezultatom 2:1.
- 2018. – Hrvatska nogometna reprezentacija senzacionalno pobijedila Englesku s 2:1 (Perišić 68.', Mandžukić 109.') u polufinalu svjetskoga prvenstva u Rusiji. Ova se pobjeda po mnogima smatra najvećom utakmicom hrvatske nogometne reprezentacije.[2]

| - 1274. – Robert Bruce, škotski kralj († 1329.) - 1561. – Luis de Góngora y Argote, španjolski barokni pjesnik († 1627.) - 1722. – Jean-François Marmontel, francuski pisac († 1799.) - 1767. – John Quincy Adams, američki predsjednik († 1848.) - 1811. – William Robert Grove, velški sudac i fizičar († 1896.) - 1834. – James McNeill Whistler, američki slikar i grafičar († 1903.) - 1843. – Milan Makanec, hrvatski političar, odvjetnik i publicist († 1883.) - 1849. – Nicholas Edward Brown, engleski taksonom († 1934.) - 1875. – Fran Binički, hrvatski svećenik, pisac († 1945.) - 1916. – Aleksandar Mihajlovič Prohorov, sovjetsko-ruski fizičar i nobelovac († 2002.) - 1920. – Yul Brynner, američki filmski glumac († 1985.) - 1920. – Zaharija Sitčin, američki pisac († 2010.) - 1931. – Anđelko Klobučar, hrvatski skladatelj i orguljaš - 1940. – Vinko Cuzzi, hrvatski nogometaš († 2011) - 1943. – Rolf Stommelen, njemački vozač automobilističkih utrka († 1983.) - 1953. – Patricia Reyes Spíndola, meksička glumica, redateljica i producentica - 1956. – Sela Ward, američka glumica - 1958. – Hugo Sánchez, meksički nogometaš i trener - 1959. – Richie Sambora, američki gitarist - 1959. – Suzanne Vega, američka kantautorica - 1969. – Gia Milinovich, američko-britanska televizijska voditeljica i spisateljica hrvatskog porijekla - 1970. – Justin Chambers, američki glumac - 1974. – André Ooijer, nizozemski nogometaš - 1975. – Rubén Baraja, španjolski nogometni trener - 1976. – Ivan Glowatzky, hrvatski glumac - 1986. – Yoann Gourcuff, francuski nogometaš - 1990. – Mona Barthel, njemačka tenisačica - 2006. – Mia Wild, hrvatska atletičarka | - 472. – Antemije, zapadnorimski car - 969. – Olga Kijevska, svetica (* o. 890.) - 1382. – Nicolaus Oresmius, francuski znanstvenik i katolički biskup (* prije 1330.) - 1451. – Barbara Celjska, supruga njemačko-rimskog cara i ugarsko-hrvatskog kralja Žigmunda Luksemburškog, u narodu poznatija kao "Crna kraljica" (* 1392.) - 1484. – Mino da Fiesole, talijanski kipar (* 1429.) - 1593. – Giuseppe Arcimboldo, talijanski slikar (* 1527.) - 1905. – Muhamed Abduh, egipatski intelektualac (* 1849.) - 1937. – George Gershwin, američki skladatelj (* 1898.) - 1952. – Valeriu Traian Frențiu, rumunjski grkokatolički biskup (* 1875.) - 1970. – Većeslav Holjevac, zagrebački gradonačelnik (* 1917.) - 1971. – Pedro Rodríguez de la Vega, meksički vozač automobilističkih utrka (* 1940.) - 1974. – Pär Lagerkvist, švedski književnik (* 1891.) - 1989. – Laurence Olivier, američki filmaš (* 1907.) - 1990. – Simon Newcomb, američki astronom (* 1835.) - 1996. – Ružica Meglaj Rimac, hrvatska košarkaška reprezentativka (* 1941.) - 2004. – Laurance Rockefeller, američki filantrop (* 1910.) - 2007. – Lady Bird Johnson, supruga američkog predsjednika Lyndona B. Johnsona (* 1912.) - 2009. – Žan Marolt, bosanskohercegovački glumac (* 1964.) - 2014. – Tommy Ramone, američki glazbenik (* 1949.) - 2015. – Giacomo Biffi, talijanski kardinal (* 1928.) - 2021. – Nenad Šegvić, hrvatski kazališni glumac (* 1936.) |

## Blagdani i spomendani
- Dan sjećanja na genocid u Srebrenici u Hrvatskoj
- Dan državnosti u Mongoliji

## Imendani
- Olga
- Oliver